# Бендиго
Бе́ндиго (англ. Bendigo) — город в штате Виктория, Австралия. Город является центром одноимённого округа.

## История
На протяжении долгого времени земли, на которых ныне расположен Бендиго, населяло австралийское племя тя-тя-вуррунг. Первые белые поселенцы появились здесь в 1836 году.
Сам город был основан в 1851 году под названием Сэндхёст (англ. Sandhurst). Как говорят его жители, Бендиго был «построен на золоте»: город возник благодаря начавшейся добыче золота, обнаруженного незадолго до этого. Сразу же после открытия месторождения золота в этих местах началась «золотая лихорадка». Число старателей, или, как их называли, копателей (англ. diggers), достигало 30 000 чел. На участки люди приезжали из самых разных уголков мира — англичане, шотландцы, валлийцы, ирландцы, немцы, итальянцы, французы и американцы. Также было много старателей из Китая, однако к концу XIX века их число значительно уменьшилось. В городе работает музей Золотого Дракона (англ. Golden Dragon Museum), чья экспозиция повествует о жизни, истории и культуре китайской общины Бендиго.
В 1853 году в Бендиго начала выпускаться первая городская газета — Bendigo Advertiser. В 1887—1890 годах была построена Галерея искусств Бендиго (англ. Bendigo Art Gallery).
В 1858 году в городе была открыта фабрика по производству гончарных изделий. Через некоторое время возникло производство кожаных изделий: поясов, сёдел, ремней, обуви и т. д. Также были посажены виноградники, продукция которых была известна даже за границей. Но в 1890 г. виноградники были поражены виноградной тлёй. Позже производство было восстановлено, и сейчас производством вина занимается компания Bendigo District Winegrowers Association.
Первый отель (Shamrock Hotel) был построен в 1857 году, но затем он разрушался и восстанавливался несколько раз. В современном виде он существует с 1897 года. Собор Святейшего Сердца Иисуса в стиле неоготики является вторым по высоте храмовым зданием Австралии.
В 1891 году город был переименован в Бендиго. Своё название он получил от прозвища одного из местных фермеров, а тот, в свою очередь, за своё бойцовское мастерство от имени известного в то время британского боксёра Уильяма «Бендиго» Томпсона.

## Климат
По классификации климатов Кёппена — Cfb
| Показатель                                | Янв. | Фев. | Март | Апр. | Май  | Июнь | Июль | Авг. | Сен. | Окт. | Нояб. | Дек. | Год   |
| ----------------------------------------- | ---- | ---- | ---- | ---- | ---- | ---- | ---- | ---- | ---- | ---- | ----- | ---- | ----- |
| Абсолютный максимум, °C                   | 43,6 | 45,4 | 38,6 | 33,7 | 26,3 | 20,7 | 19,7 | 24,2 | 30,4 | 35,5 | 40,3  | 43,1 | 45,4  |
| Средний суточный максимум, °C             | 29,7 | 29,4 | 25,7 | 21,2 | 16,6 | 13,3 | 12,5 | 14,2 | 16,8 | 20,4 | 24,4  | 27,0 | 20,9  |
| Средняя температура, °C                   | 19,5 | 18,9 | 16,3 | 14,0 | 10,3 | 7,5  | 6,5  | 8,0  | 10,9 | 13,8 | 15,9  | 17,9 | 13,3  |
| Средний суточный минимум, °C              | 14,0 | 14,3 | 11,4 | 7,6  | 5,1  | 3,5  | 2,5  | 2,6  | 4,3  | 6,4  | 9,7   | 11,6 | 7,8   |
| Абсолютный минимум, °C                    | 3,3  | 4,0  | 2,3  | −1,3 | −4,6 | −5,3 | −5,1 | −5   | −5,5 | −3,5 | −0,2  | 1,9  | −5,5  |
| Норма осадков, мм                         | 35,0 | 36,1 | 29,8 | 27,3 | 45,4 | 51,1 | 53,3 | 51,5 | 50,1 | 41,9 | 47,8  | 42,2 | 510,2 |
| Источник: Австралийское бюро метеорологии |      |      |      |      |      |      |      |      |      |      |       |      |       |

## Население
По переписи 2016 года население собственно города составило 92 384 чел. Подавляющее большинство жителей — местные уроженцы, также в Бендиго проживает некоторое количество выходцев из Великобритании, Новой Зеландии, Нидерландов, Германии и Италии.
Динамика численности населения по годам:
| 2001   | 2006   | 2011   | 2016   |
| ------ | ------ | ------ | ------ |
| 68 480 | 76 051 | 82 795 | 92 384 |

| Страна происхождения жителей Бендиго (2016 г.) | Страна происхождения жителей Бендиго (2016 г.) | Страна происхождения жителей Бендиго (2016 г.) | Страна происхождения жителей Бендиго (2016 г.) | Страна происхождения жителей Бендиго (2016 г.) |
| ---------------------------------------------- | ---------------------------------------------- | ---------------------------------------------- | ---------------------------------------------- | ---------------------------------------------- |
| Австралия                                      |                                                |                                                | 84,60 %                                        |                                                |
| Новая Зеландия                                 |                                                |                                                | 0,64 %                                         |                                                |
| Соединённое королевство                        |                                                |                                                | 1,95 %                                         |                                                |
| Китай                                          |                                                |                                                | 0,41 %                                         |                                                |
| Юго-Восточная Азия                             |                                                |                                                | 1.08 %                                         |                                                |
| Южная Азия                                     |                                                |                                                | 1,68 %                                         |                                                |
| Др. страны                                     |                                                |                                                | 2,32 %                                         |                                                |

| Конфессиональный состав населения Бендиго (2016 г.) | Конфессиональный состав населения Бендиго (2016 г.) | Конфессиональный состав населения Бендиго (2016 г.) | Конфессиональный состав населения Бендиго (2016 г.) | Конфессиональный состав населения Бендиго (2016 г.) |
|                                                     |                                                     |                                                     | Процент                                             |                                                     |
| --------------------------------------------------- | --------------------------------------------------- | --------------------------------------------------- | --------------------------------------------------- | --------------------------------------------------- |
| христиане                                           |                                                     |                                                     | 51,17 %                                             |                                                     |
| ислам                                               |                                                     |                                                     | 0,49 %                                              |                                                     |
| буддизм                                             |                                                     |                                                     | 1,04 %                                              |                                                     |
| индуизм                                             |                                                     |                                                     | 0,52 %                                              |                                                     |
| иудаизм                                             |                                                     |                                                     | 0,04 %                                              |                                                     |
| др.религии                                          |                                                     |                                                     | 0,5 %                                               |                                                     |
| атеисты                                             |                                                     |                                                     | 36,6 %                                              |                                                     |

## Экономика
Современный Бендиго является промышленно развитым городом. В нём есть трикотажная фабрика, текстильное производство, завод по изготовлению военной продукции, производство изделий из резины и др. Также, как было указано выше, в Бендиго развито виноделие.

## Города-побратимы
У Бендиго 3 города-побратима:
- Пензанс, Корнуолл, Великобритания
- Тяньшуй, Ганьсу, Китай
- Лос-Альтос, Калифорния, США